# Alexei Jurjewitsch Pechow
Alexei Jurjewitsch Pechow (russisch: Алексей Юрьевич Пехов, gebräuchliche Transkription Alexey Pehov; * 30. März 1978 in Moskau) ist ein russischer Fantasy- und Science-Fiction-Schriftsteller.

## Leben
Pechow studierte Medizin an der Staatlichen Medizinischen Universität Moskau und am Wissenschaftsinstitut des russischen Gesundheitsministeriums. Dort spezialisierte er sich auf Kieferorthopädie. Er ist mit der Journalistin und Science-Fiction-Schriftstellerin Jelena Bytschkowa verheiratet.

## Werke (Auswahl)

### Die Chroniken von Hara (Ветер и искры)
- Искатели ветра (Iskateli wetra, 2005, ISBN 5-93556-603-6)
  - Wind. Übersetzt von Christiane Pöhlmann. Piper, München 2012, ISBN 978-3-492-70258-4.
- Ветер Полыни (Weter Polyni, 2006)
  - Blitz. Übersetzt von Christiane Pöhlmann. Piper, München 2012, ISBN 978-3-492-70274-4.
- Жнецы ветра (Schnezy wetra, 2008)
  - Donner. Übersetzt von Christiane Pöhlmann. Piper, München 2013, ISBN 978-3-492-70271-3.
- Искра и ветер (Iskra i weter, 2008)
  - Sturm. Übersetzt von Christiane Pöhlmann. Piper, München 2013, ISBN 978-3-492-70272-0.

### Мир на границе Изнанки
- Тёмный Охотник (Tjomny Ochotnik, 2006, ISBN 5-93556-785-7)
  - Schattendieb: Novellen aus Siala und anderen Welten. Übersetzt von Christiane Pöhlmann. Piper, München 2015, ISBN 978-3-492-70327-7.
- Ловцы удачи (Lowzy udatschi, 2012)
  - Dunkeljäger. Übersetzt von Christiane Pöhlmann. Piper, München 2015, ISBN 978-3-492-70299-7.

### Chroniken der Seelenfänger (Страж)
- Страж (Strasch, 2010)
  - Schwarzer Dolch. Übersetzt von Christiane Pöhlmann. Piper, München 2016, ISBN 978-3-492-70396-3.
- Аутодафе (Autodafe, 2011)
  - Dunkler Orden. Übersetzt von Christiane Pöhlmann. Piper, München 2016, ISBN 978-3-492-70398-7.
- Золотые костры (Solotyje kostry, 2012)
  - Goldenes Feuer. Übersetzt von Christiane Pöhlmann. Piper, München 2017, ISBN 978-3-492-70399-4.
- Проклятый горн (Prokljaty gorn, 2014)
  - Glühendes Tor. Übersetzt von Christiane Pöhlmann. Piper, München 2017, ISBN 978-3-492-70401-4.

### Die Chroniken von Siala (Хроники Сиалы)
- Крадущийся в тени (Kraduschtschijssja w teni, 2002)
  - Schattenwanderer. Übersetzt von Christiane Pöhlmann. Piper, München 2010, ISBN 978-3-492-70186-0.
- Джанга с тенями (Dschanga s tenjami, 2002)
  - Schattenstürmer. Übersetzt von Christiane Pöhlmann. Piper, München 2010, ISBN 978-3-492-70187-7.
- Вьюга теней (Wjuga tenei, 2003)
  - Schattentänzer. Übersetzt von Christiane Pöhlmann. Piper, München 2011, ISBN 978-3-492-70188-4.

### Die Beschwörer (Заклинатели)
- Заклинатели (Saklinateli, 2011, mit Elena Bychkova & Natalya Turchaninova)
  - Tag der Geister. Übersetzt von Christiane Pöhlmann. Piper, München 2019, ISBN 978-3-492-70424-3.
- Ловушка для духа (Lowuschka dlja ducha, 2014, mit Elena Bychkova & Natalya Turchaninova)
  - Turm des Ordens. Übersetzt von Christiane Pöhlmann. Piper, München 2019, ISBN 978-3-492-70425-0.

### Das Reich der blauen Flamme
- Летос (Letos, 2014)
  - Der Gebannte: Februar 2021, ISBN 3-492-70551-0, ISBN 978-3-492-70551-6.
- Синее пламя (Sinjeje plamja, 2015)
  - Der Nachtclan: März 2021, ISBN 3-492-70552-9, ISBN 978-3-492-70552-3.

### Einzelroman
- Пересмешник (Peresmeschnik, 2009)
  - Das Siegel von Rapgar. Übersetzt von Christiane Pöhlmann. Piper, München 2018, ISBN 978-3-492-70273-7.